# Ласкавець найтонший
Ласкавець найтонший (Bupleurum tenuissimum) — вид рослин з родини окружкових (Apiaceae), поширений у пн.-зх. Африці, Європі, західній Азії.

## Опис
Однорічна рослина, 15–60 см заввишки. Осьові зонтики добре розвинені, 3-5-променеві, бічні майже сидячі або сидячі, недорозвинені, дуже дрібні, з 1–3 сильно укороченими променями. Плоди 2–3 мм довжиною, з добре помітними гострими ребрами. Віночок жовтуватий, зеленуватий.

## Поширення
Поширений у пн.-зх. Африці, Європі, західній Азії — Синай, Туреччина, Ліван, Сирія, Кавказ.
В Україні вид зростає на сухих схилах, по узбережжю — в пд. Криму (околиці смт Планерського), Закарпатті (в передгірному поясі) рідко.